# Observatoire du paysage
Un Observatoire des paysages est un observatoire pour l'observation photographique, cartographique de l'évolution des paysages. Il peut accompagner des démarches patrimoniales, esthétiques, urbanistiques, ethnobotaniques, ou prospectives ou d'observation de la biodiversité ou encore de gestion du risque (prévention de glissements de terrain, coulées de boue, suivi de la fonte de glaciers, etc.). Des programmes spécifiques peuvent être développés concernant des micropaysages, des éléments du paysage, ou des arbres remarquables.
Un observatoire des paysages cherche généralement à évaluer (qualitativement et quantitativement) l'état des paysages, mais aussi les forces, facteurs et vitesses de changement ou divers types de pressions (urbanisation, agriculture intensive, artificialisation…) et menaces (plus ou moins réversibles…), et les tendances d'évolution (prospective) ou encore l'efficacité de certaines mesures de protection des paysages (par exemple, créer un observatoire photographique local des paysages est une des obligations à remplir pour recevoir le label  « Grand Site de France » ; il contribuera à produire des indicateurs d'évaluation ).

## Échelles géographiques et temporelles de travail
Ces observatoires travaillent de manière multi-scalaire, c'est-à-dire sur des pas de temps plus ou moins longs (adaptés aux suivis des infrastructures et structures urbaines, routières, végétales).

L'observation se fait au sol, à partir de belvédères ou d'avion.

Il peut aussi s'appuyer sur des cartographies SIG dont d'occupation du sol, ou les enrichir.

## En Europe
La Convention européenne du paysage est associée à un observatoire non  pas des paysages, mais de la mise en œuvre de la convention. Le Conseil de l'Europe a défini dans ce cadre le paysage comme « une partie de territoire telle que perçue par les populations, dont le caractère résulte de l'action de facteurs naturels et/ou humains et de leurs interrelations » et où chaque Partie s’engage « à reconnaître légalement les paysages comme un élément essentiel de l’environnement des peuples, une expression de la diversité de leur patrimoine culturel et naturel commun et un fondement de leur identité ». Les observations peuvent concerner « l'ensemble du territoire des Parties et concerne les zones naturelles, urbaines et périurbaines, y compris les terres, les eaux intérieures et les zones marines. Il ne s'agit donc pas uniquement de paysages remarquables, mais également de paysages « ordinaires », de tous les jours et de zones dégradées ».
Il peut contribuer à aider à connaitre, protéger, gérer ou planifier les paysages européens , dans le respect des principes de soutenabilité et de respect des droits de l'Homme  promus par la Convention qui reconnait « l'importance que la qualité et la diversité des paysages (pour l'esprit et le corps des êtres humains, ainsi que pour les sociétés) ».

## En France
L'observatoire photographique du paysage dispose d'un fonds photographique numérisé (en haute définition et en basse définition), avec des points de vue géoréférencés dans la base cartographique de données CARMEN et devant être accessibles via le portail du système d’information documentaire de l’environnement (SIDE).
Une carte de France des unités paysagères a été dressée à partir des Atlas de paysages publiés, géoréférencés, avec le lien vers les Atlas de paysages.
D'autres outils d'observation, complémentaires existent, dont en France un Système d’information de la nature et des paysages (SINP qui inclut depuis 2000 un « volet mer » et dont le portail est désormais intitulé Nature France ) piloté par le Ministère chargé de l'Écologie et de l'Environnement.
Un observatoire photographique transfrontalier des paysages a été mis en place par le parc naturel transfrontalier du Hainaut.
Enfin, il est à noter que de nombreux observatoires ont été créés en marge des 19 itinéraires « officiels » gérés par le ministère (en 2012). Ces observatoires suivent globalement la méthode préconisée, mais sont libres de fixer les différents points du cahier des charges. Ils sont développés généralement sur des territoires modestes et avec un souci d'économie. Ils viennent en renforcement et en illustration des actions d'aménagement du territoire et en soutien de projets tels que la création d'un Parc naturel régional.
Ils sont présents sur tout le territoire français.
En Bretagne par exemple, il existe deux itinéraires nationaux : l'OPP du parc naturel régional d'Armorique et l'OPP des Côtes-d'Armor. Il existe deux autres observatoires non nationaux : l'OPP du golfe du Morbihan et le tout nouveau (mis en place en 2012) OPP du Pays de Saint-Brieuc.
Bien que ces derniers ne soient pas labellisés par le ministère, leur qualité n'en est pas moins diminuée. Ils font eux aussi appel à des photographes professionnels et leur comité de pilotage prend une part active dans les décisions.